# Choe Pu-il
Choe Pu-il (Alternativname: Choi Bu-il; * März 1944 in Haengyŏng) ist ein nordkoreanischer Politiker der Partei der Arbeit Koreas (PdAK) und Armeegeneral der Koreanischen Volksarmee, der unter anderem seit 2013 Minister des Ministeriums für Volkssicherheit, Kandidat des Politbüros des Zentralkomitees (ZK) sowie Mitglied der Zentralen Militärkommission ist.

## Leben
Choe trat nach dem Besuch der Kim Il-sung-Militäruniversität im September 1961 in die Marine der Koreanischen Volksarmee ein, wechselte aber daraufhin als Offizier in das Heer der Koreanischen Volksarmee. In der Folgezeit war er im Führungsausschuss für Körperkultur und Sport tätig und wurde unter anderem in den 1990er Jahren Leiter der dazu gehörenden Sportgruppe „25. April“. Als Leiter dieser Elitesportgruppe hatte der ehemalige Basketballspieler enge Beziehungen zu Kim Jong-il, mit dessen Söhnen Kim Jong-chol und Kim Jong-un er Basketball spielte. Am 8. Oktober 1995 wurde er zum Generalleutnant (chungchang) befördert. Er war während seiner militärischen Laufbahn Kommandeur einer Brigade, Chef des Stabes eines Korps sowie Kommandierender General eines Korps. Im Juli 2006 wurde er zum Generaloberst (sangchang) befördert und nahm als Begleiter von Kim Jong-il im März 2007 an einem Empfang der Botschaft der Volksrepublik China in Pjöngjang sowie im November 2007 an einer Inspektionsreise von Kim Jong-il bei Armeeeinheiten teil. Im Februar 2009 erfolgte seine Ernennung zum Vize-Chef des Generalstabes der Volksarmee. 2009 wurde er erstmals zum Deputierten der Obersten Volksversammlung gewählt und gehört dieser seither an.
Wenige Stunden vor der 3. Parteikonferenz und dem Plenum des ZK der PdAK, das am 28. September 2010 stattfand, wurde Choe zum Armeegeneral (taechang) befördert sowie während dieser Konferenz zum Mitglied des Zentralkomitees (ZK) der PdAK sowie zum Mitglied der Zentralen Militärkommission gewählt. Am 10. Oktober 2010 war er Leiter der Militärparade anlässlich der Feierlichkeiten zum 65-jährigen Bestehen der Partei der Arbeit Koreas. 2012 war er kurzzeitig Chef der Operationsabteilung des Generalstabes sowie zugleich Erster Vize-Chef des Generalstabes der Volksarmee. Allerdings wurde er 2012 wieder zum Generaloberst zurückgestuft. Im Februar 2013 wurde er von Kim Jong-un zum Minister für Volkssicherheit ernannt. Darüber hinaus wurde er am 31. März 2013 auch Kandidat des Politbüros des ZK sowie am darauf folgenden 1. April 2013 auch zum Mitglied der Nationalen Verteidigungskommission gewählt. Am 11. Juli 2013 wurde er wieder zum Armeegeneral befördert und war im September 2013 Leiter einer Delegation bei einem offiziellen Besuch in der Mongolei.
Im Mai 2014 wurde Choe Pu-il für den Einsturz eines Wohnhauses in Pjöngjang verantwortlich gemacht. Seit Juli 2016 steht er wie andere Führungspersönlichkeiten des Landes auf einer Sanktionsliste der US-Regierung.